# Сурков, Михаил Ильич
Михаил Ильич Сурков (1921—1955) — участник Великой Отечественной войны, снайпер 1-го батальона 39-го стрелкового полка 4-й стрелковой дивизии 12-й армии Южного фронта, младший лейтенант. Лучший советский снайпер Великой Отечественной войны; количество уничтоженных противников, согласно советским источникам, составляет 702.

## Биография
Родился в 1921 году. Русский.
До войны жил в посёлке Большая Салырь, ныне Ачинского района Красноярского края. Был таёжным охотником.
В Красной Армии с 1941 года — призван Ачинским (в наградном листе — Атчевским) районным комиссариатом.
В конце ноября 1941 года 4 стрелковая дивизия вошла в состав 12-й армии, оборонявшейся на фронте Красный Лиман — Дебальцево, западнее Ворошиловграда. К декабрю 1941 года фронт стабилизировался. В обороне началось снайперское движение, которое зимой 1941/42 года широко развернулось на всех фронтах. В начале марта в дивизии насчитывалось 117 снайперов. За время пребывания в обороне они уничтожили более тысячи солдат и офицеров противника. Опыт снайперов передавался на специальных слетах и широко использовался в пропаганде.
Кандидат в ВКП(б) с 1942 года.
Южный фронт после начала наступления немцев летом 1942 года и потери в июле Ростова-на-Дону был расформирован. 4-я дивизия передана в состав Северо-Кавказского фронта. К началу осени она сократилась по численности до сводного полка и 28 ноября 1942 г. была расформирована. В конце 1942 года М. И. Сурков был переведён в 1341-й стрелковый полк 319-й стрелковой дивизии.
В 1943 году, после седьмого ранения, Михаил Сурков был отправлен в госпиталь, откуда ему пришлось вернуться на родину, в село Большая Салырь, где земляки с радостью встретили героя и избрали его председателем сельсовета. Умер 25 октября 1955 года.
Сын — Алексей.

## Награды
- Награждён орденами: Ленина (11.07.1942), Красной Звезды (07.12.1942)[5]; медалями, в том числе — «За отвагу»[6] (12.03.1942).

## Факт количества уничтоженных врагов
Когда счёт уничтоженных Михаилом Сурковым нацистов достиг 701 человека, на очередную «охоту» против вражеских снайперов с ним отправились два кинооператора.

«Дело это трудное: снайпер обнаруживается только при выстреле, в другое время засечь его практически невозможно. Значит, требовалось вызвать противника на выстрел. Михаил срезал на огороде тыкву, надел на неё каску и высунул над бруствером ложного окопчика, метрах в 400 от немцев. Со стороны врага эта тыква с каской „читалась“ как голова солдата. Потом Сурков переполз в другой окоп, метрах в 40 от ложного, сделал выстрел и стал наблюдать. Очень скоро по тыкве стали бить — вначале это были винтовочные выстрелы, потом ударил миномёт. Во время перестрелки Михаил и обнаружил снайпера противника. В тот день он убил своего 702-го врага».
Из воспоминаний кинооператора Союзкинотехники А. Левитана. Опубликованы в «Литературной газете» от 24 февраля 1971 года в статье «Кинокамера в атаке».

### Интересный факт
Сурков представлялся на звание Герой Советского Союза, но так и не получил его, хотя никто из многих снайперов — Героев Советского Союза — не достиг такого результата, как он.
Сведения о боевом счету М. И. Суркова в 702 фашиста стали появляться в красноармейской печати уже в конце октября 1942 года. Как указано в наградном листе на звание Героя Советского Союза, его боевой счет на июль месяц 1942 года составлял 220 врагов. Таким образом, за лето и осень 1942 года в условиях отступления на 300 км от Ворошиловграда до Ростова-на-Дону и до Северного Кавказа, снайпер в среднем уничтожал 160 врагов в месяц. Ранее в представлении на орден Красной Звезды (вручена медаль За отвагу) командиром полка упоминается счет 15 врагов за 3 марта 1942 года. Последнюю награду получил за уничтожение 7 гитлеровцев снайперским огнем и ещё 3 гитлеровцев собственноручно кинжалом, но в итоговый снайперский счет они не включены.